# Jonathan LaPaglia
Jonathan LaPaglia (Adelaide, 31 agosto 1969) è un attore australiano naturalizzato statunitense.

## Biografia
LaPaglia nasce ad Adelaide, nell'Australia Meridionale, figlio di Gedio "Eddie" LaPaglia, un meccanico e rivenditore d'auto italiano originario di Bovalino (in provincia di Reggio Calabria), emigrato con la famiglia in Australia all'età di otto anni, e di Maria Johannes Brendel, una segretaria ed ex-modella olandese. È, inoltre, il fratello del più celebre Anthony, anch'egli attore.
È noto al pubblico grazie ai ruoli interpretati nelle serie televisive Seven Days e The District; inoltre ha avuto anche un breve ruolo nella serie NCIS, apparendo intorno alla quinta stagione nei panni dell'agente speciale Langer. Il suo personaggio morirà dopo poche apparizioni nel primo episodio della sesta stagione, Last Man Standing.
Inoltre ha partecipato per un periodo a Cold Case nei panni di un eccentrico quanto scaltro avvocato.

## Filmografia

### Cinema
- Origin of the Species, regia di Andres Heinz (1998)
- Under Hellgate Bridge, regia di Michael Sergio (2000)
- Jack Rio, regia di Gregory J. Martin (2008)
- A Beautiful Life, regia di Alejandro Chomski (2008)
- L'ultima speranza (Final Sale), regia di Andrew C. Erin (2011)
- The Hit List - Lista di morte (The Hit List), regia di William Kaufman (2011)
- Pioneer, regia di Erik Skjoldbjaerg (2013)
- The Reckoning , regia di John V. Soto (2014)
- Le Mans '66 - La grande sfida (Ford v Ferrari), regia di James Mangold (2019)

### Televisione
- New York Undercover – serie TV, 24 episodi (1996-1997)
- Seven Days – serie TV, 66 episodi (1998-2001)
- The District – serie TV, 66 episodi (2001-2004)
- Windfall – serie TV, 8 episodi (2006)
- NCIS - Unità anticrimine (NCIS) – serie TV, episodi 5x11-5x14-6x01 (2008)
- Bones - serie TV, 1 episodio (2008)
- Cold Case - Delitti irrisolti (Cold Case) – serie TV, 11 episodi (2008-2010)
- Castle – serie TV, episodio 2x09 (2009)
- The Slap – serie TV, 8 episodi (2011)
- Underbelly – serie TV, 8 episodi (2012)
- The Mentalist – serie TV, episodio 6x20 (2014)
- Love Child – serie TV, 26 episodi (2014-2016)
- S.W.A.T. – serie TV, episodio 1x15 (2018)

## Doppiatori italiani
Nelle versioni in italiano delle opere in cui ha recitato, Jonathan LaPaglia è stato doppiato da:
- Vittorio Guerrieri in The District, NCIS - Unità anticrimine (st. 6), Cold Case - Delitti irrisolti (st. 7)
- Massimo Rossi in New York Undercover
- Francesco Prando in Seven Days
- Gianluca Iacono in Law & Order: Criminal Intent
- Edoardo Stoppacciaro in Bones
- Roberto Certomà in NCIS - Unità anticrimine (ep. 5x11)
- Saverio Moriones in Burn Notice - Duro a morire
- Loris Loddi in Cold Case - Delitti irrisolti (st. 6)
- Fabrizio Picconi in Castle